# 센다이평야

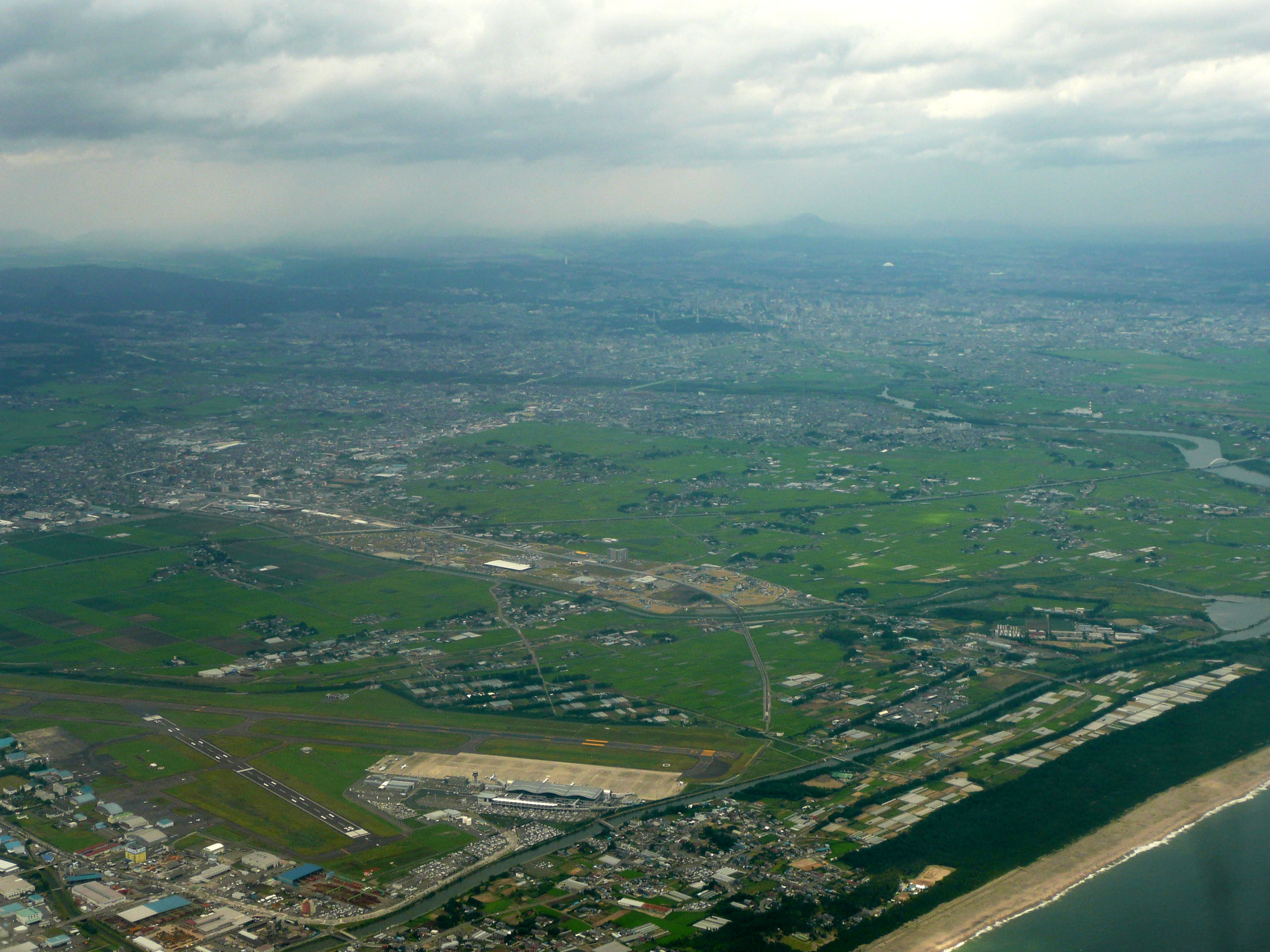
센다이평야의 항공사진

센다이평야(일본어: 仙台平野 せんだいへいや[*])는 일본 미야기현 중앙부에 있는 넓은 평야를 총칭하는 명칭이다.
센다이평야 동쪽에는 센다이만이, 남쪽에는 아부쿠마 고지가, 서쪽에는 오우산맥이 있으며 동북쪽에는 기타카미 산지가 둘러싸고 있다. 미야기현 중앙에 있는 마쓰시마 구릉을 경계로 하여 북쪽을 센보쿠평야(일본어: 仙北平野), 남쪽을 센미나미평야(일본어: 仙南平野)라 부르기도 한다. 센미나미평야에서 연안부의 평야를 좁은 의미의 센다이평야라고도 한다. 도호쿠 지방의 평야 중 가장 넓은 평야이다.

## 센보쿠평야
센보쿠평야는 기타카미강 유역과 나르세강 유역의 고세키 고지와 충적 평야로 이루어진 넓은 평원이다. 충적 평야 대부분은 습지이며 하천이 범람하는 경우가 많았다. 원래 이 지역엔 시나이 소택(저습지)가 있었으나 근세에서 근대에 걸쳐 간척 사업으로 없어지고 논밭이 되었다. 호수의 흔적으로 이즈 소택과 가부쿠리 소택이 남아있다. 논으로 펼쳐진 평야는 기타카미강 본류와 하자가와천 주변 평야와 에아이가와천 및 나르세강 유역 지역인 오사키 지방 두 곳으로 나뉜다.
센보쿠평야의 기후는 대륙성 기후에 겨울 하늘은 맑은 경우가 많으나 주변에 장애물이 없어 갑작스럽게 블리자드가 불기도 하며 수년에 한번 도호쿠 자동차도에선 다중 추돌 교통사고가 일어난다.
센보쿠평야 중 오사키시 부근의 평야는 따로 오사키평야라고 부른다. 오사키평야 가장 안쪽에는 오조지하라라고 부르는 일본 육상자위대 오조지하라 연습장이 있다. 또한 이 평야에는 미야기현 후루카와 농업시험장이 있어 사사니시키와 히토메보레 등의 브랜드 쌀 품종을 육종했다. 여기에 오사키평야 특유의 지형과 바람을 이용하여 기구 관광을 운영한다.
아키타현 센보쿠군(현재의 센보쿠시, 다이센시)의 평원도 '센보쿠평야'로 불리기 때문에, 용어의 혼란을 피하기 위해 미야기현의 평야는 센보쿠평야로 부르지 말자는 주장도 있다.

## 센미나미평야
센미나미평야는 센다이시 및 그 남쪽으로 펼쳐진 연안 평야로 시로이시시, 가쿠다시, 오가와라정 등이 센미나미평야에 있다. 서쪽엔 여러 작은 분지 무리가 있는 지역이다. 이 분지 지형을 포함하지 않은 작은 연안 평야 지역을 좁은 의미에서의 센다이평야라고 한다. 좁은 의미의 센다이평야 중 아부쿠마강 북쪽의 평야를 따로 나토리평야라고 부르기도 한다.
아부쿠마강, 나토리강 등이 흐르면서 퇴적 작용으로 자연제방이 발달한 곳이다.
센미나미평야는 후쿠시마현 하마도리와 지리적으로 연속된 곳이라 두 곳의 기후도 비슷하다. 해풍이 부는 여름에는 동남풍으로 안개에 휩싸인 곳이 많으며, 날짜에 따라서는 동북풍의 영향으로 여름에도 기온이 그다지 오르지 않는 때도 있다. 겨울철엔 서북풍을 타고 오는 눈구름이 오우산맥과 리쿠젠 고지에 막혀 오지 못하기 때문에 맑은 날이 많다. 또한 해풍의 영향으로 기온이 미야기현에서 제일 따뜻한 곳으로 비닐하우스 등을 이용한 딸기 속성 제배가 발전한 곳이다.
센미나미평야는 오랜 기간 국가의 농정 영향으로 대부분의 지역이 개발 규제가 걸려 논밭으로 남아 있다. 농지 개발 규제로 평야엔 주택지를 건설할 수 없기 때문에 센다이 도시권 대부분의 건물은 구릉 지역에 건설되어 있다.
센미나미평야는 일본 해구를 진원으로 하는 산리쿠 해역 지진의 쓰나미를 수백년 주기로 지속적으로 내습당하는 지역이다. 2011년 3월 11일에 일어난 도호쿠 지방 태평양 해역 지진의 경우 해안선에서 3-4km 안쪽까지 해일이 들어와 다수의 사망자가 발생했다.

## 같이 보기
- 센다이만